# Högertrafikomläggningen

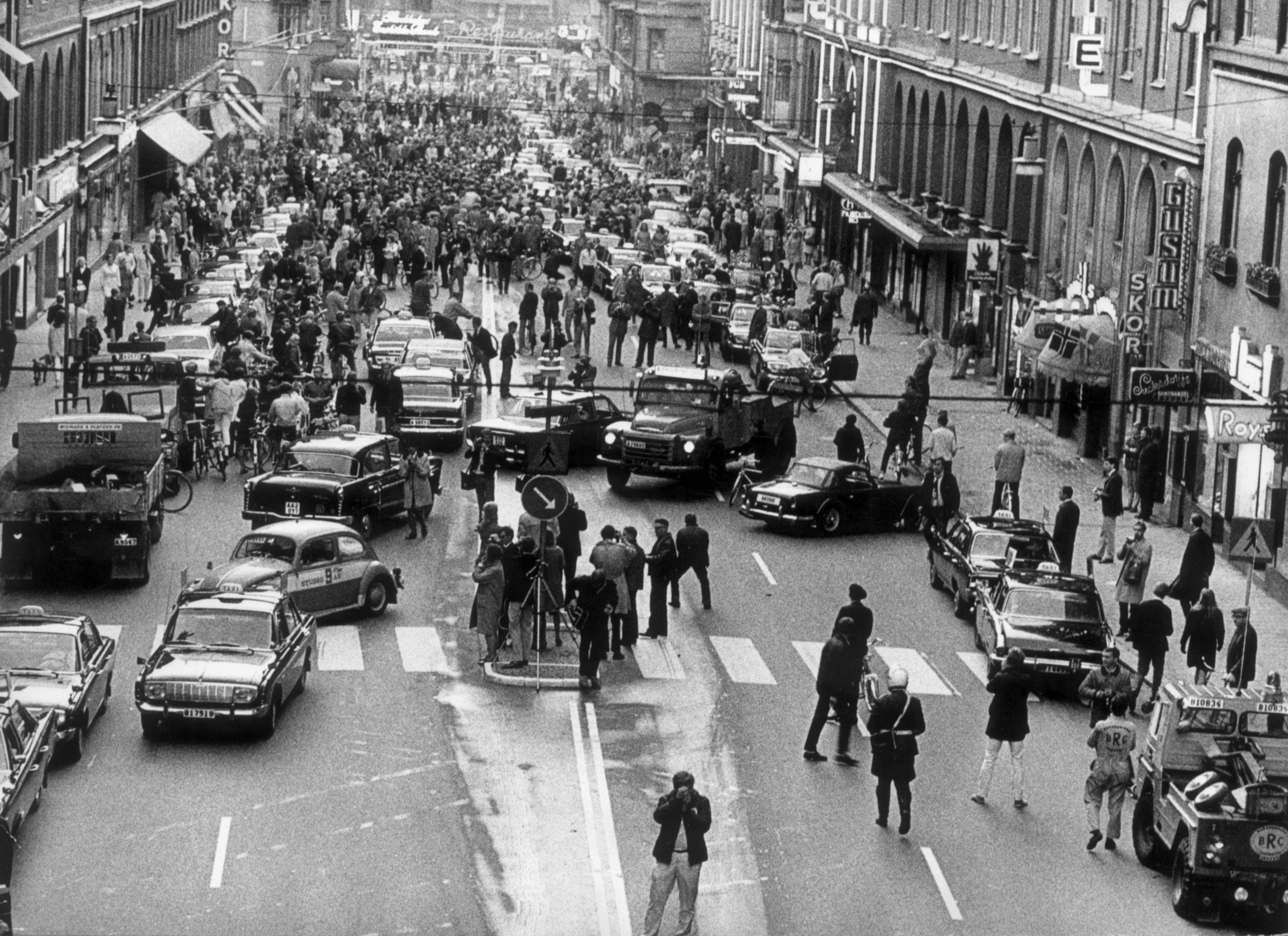
Högertrafikomläggningen på Kungsgatan, Stockholm, 3 september 1967.

Högertrafikomläggningen, även känd som Dagen H, var den omläggning till högertrafik som gjordes i Sverige klockan 05.00 lokal tid söndagen den 3 september 1967. Förändringen innebar att all fordonstrafik, inklusive cyklister, hädanefter skulle färdas på höger sida av vägen.
Låten "Håll dej till höger, Svensson" blev en slagdänga som spelades flitigt i radion i samband med högertrafikomläggningen.

## Historia

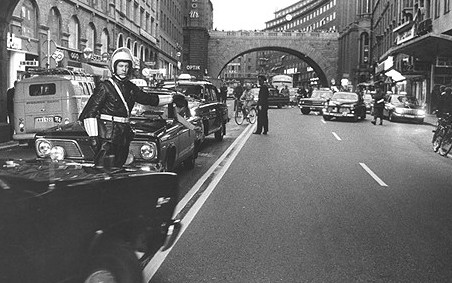
Polisen dirigerar högeromläggningen på Kungsgatan, Stockholm 3 september 1967.

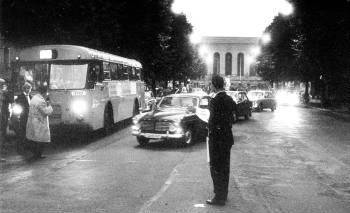
Dagen H på Kungsportsavenyen i Göteborg.

Den första högertrafikförordningen i Sverige utfärdades redan 1718, men utan att vara långlivad. Redan år 1734 ersattes den med en ny som direkt stadgade vänstertrafik. I Finland gällde vänstertrafik även sedan landet avträtts av Sverige till Ryssland, till år 1858 då högertrafik infördes.
Vänstertrafik i Sverige föranledde inga problem förrän fordonstrafiken på allvar började expandera och allt mer internationaliseras, då förslag framfördes om anpassning till det trafiksystem dominerande på den europeiska kontinenten. Ökad trafiksäkerhet i ett internationellt perspektiv var det övergripande skälet till att gå över till högertrafik. 
En effekt av högertrafikomläggningen var att omkörningar blev mer säkra genom att ratten på merparten av svenska vägfordon, liksom idag, var vänsterstyrda, och därigenom gav högertrafik föraren bättre uppsikt mot den mötande trafiken. Dock är tidningsbilarna och postbilarna sedan omläggningen normalt högerstyrda i Sverige för att underlätta leverans av tidningar och post. Tidningsbudet eller brevbäraren behöver då inte kliva ur bilen för att leverera utan kör bara fram till brevlådan, hissar ner rutan och lägger i tidningen eller posten. 
De svenska biltillverkarnas syfte med att från början bygga bilarna vänsterstyrda var att anpassa bilarna för den omläggning till högertrafik som myndigheterna redan tidigt antytt skulle ske, och för den högertrafik som tillämpas i de flesta länder bilarna exporterades till, som förordade bilar med ratten på sidan mot mötande trafik (vänster sida i högertrafik). Inom länder med vänstertrafik som exempelvis Storbritannien, Australien och Japan säljs normalt enbart högerstyrda bilar.
Redan 1927 föreslog en kommitté att kostnaderna för övergång till högertrafik skulle utredas. Nya förslag om införande av högertrafik väcktes i Sveriges riksdag 1934, 1939, 1941, 1943, 1945 och 1953. 1954 föreslog en kommitté klart och entydigt att högertrafik borde införas. 1955 genomfördes en rådgivande folkomröstning för att införa högertrafik och 82,9 % av befolkningen i Sverige uttryckte sig vara emot införandet. I oktober 1961 avlämnades en utredning av kostnaderna för en övergång till högertrafik av överdirektör Gösta Hall. I hans kalkyl beräknades kostnaden till 340 miljoner svenska kronor per 1961 års penningvärde (=cirka 4 miljarder kronor per 2018 års penningvärde).
De svenska planerna om en övergång till högertrafik observerades även utomlands. Nordiska rådet rekommenderade Sverige att införa högertrafik och Europarådets rådgivande församling antog en resolution med önskemål om ett enhetligt trafiksystem.
I området kring byn Björkvattnet i nordvästra Jämtland fanns dock en sträcka med högertrafik redan före omläggningen 1967. Det rörde sig om vägen mellan Kvelia och Tunnsjø i Nord-Trøndelag som hade dragits en bit över svensk mark. För att låta norska fordonsförare slippa köra vänstertrafik under en relativt kort sträcka så hade vägen och några stickvägar dispens för högertrafik.
Den 10 maj 1963 beslutade Sveriges riksdag att Sverige skulle genomföra omläggning till högertrafik klockan 5 den 3 september 1967, med sammanlagt 294 röster mot 50.

### Tidslinje

Dagen H:s logotyp

#### Hösten 1966 – "Det måste alla kunna"
Efter valet under hösten 1966 inleddes en kampanj med inriktning på den säkerhetsrutin folk bör ha vant sig vid för att korsa trafik i rörelse. 
De som behärskade vänstertrafiken, klarade också högertrafiken bättre. HTK:s (Högertrafikkommissionen) vetenskapliga arbetsgrupp gjorde undersökningar om "kunskapsluckor"; på det underlaget utformades höstarbetet. En bred aktivitet planerades med hjälp av organisationer, skolor, företag, TV, radio och press. Upptakten skedde under september och oktober då konferenser anordnas på läns- och lokalplanet. Under oktober månad sändes en särskild TV-kurs för organisationernas funktionärer och under november månad satsade TV på en rad trafiksäkerhetsprogram av ny karaktär. HTK producerade informations- och studiematerial för organisationernas, skolornas och företagens behov. Ett särskilt mötespaket för "enkvällsträffar" erbjöds, men också material för flera kvällars verksamhet. Allt material erhölls kostnadsfritt. Även NTF (Nationalföreningen för Trafiksäkerhetens Främjande) och motororganisationer samt vissa företag ställde material till förfogande.

#### Vintern 1966-1967 – Nya regler och trafikmärken
Riksdagen hade under 1966 fastställt vissa nya regler, som infördes redan före dagen H. Nya vägmärken och nya bestämmelser om straffpåföljd — allt detta var trafikanterna tvungna att få reda på genom alla kanaler. Nytt material och nya aktiviteter förbereddes.

#### Våren 1967 – "Så klarar vi omläggningen"
Under våren 1967 började alla aktivt engageras i slutplaneringen, lokalt, regionalt och centralt. Alla omläggningsåtgärder presenterades. Nya vägmarkeringar — permanenta och provisoriska — nya lokala bestämmelser, utbildningsmöjligheter för trafikanterna — om allt detta skulle alla informeras under dessa vårveckor och det skulle då föras ut till alla trafikanter. Nu skulle den lokala planeringen vara klar. Föreningarna kunde presentera en verksamhet utifrån förhållandena i hemorten.

#### Augusti–september 1967 – Inför dagen H
Det stora pådraget inför omställningen inleddes den 20 augusti 1967. Alla som självständigt kunde vistas i trafiken informerades via radio, TV, annonser, trycksaker, personliga besök osv. Omläggningen krävde vägledning — en rådgivande och hjälpande verksamhet i trafiken, som främst gavs till de oskyddade trafikanterna vid livligt trafikerade övergångsställen och trafikplatser, ut- och infarter vid fabriksområden, nöjesetablissemang, idrottsplatser och skolor. I omställningsskedet, omedelbart före och efter dagen H, hade varje organisation möjlighet att vara med och göra viktiga insatser på olika områden.

## Folkomröstningen

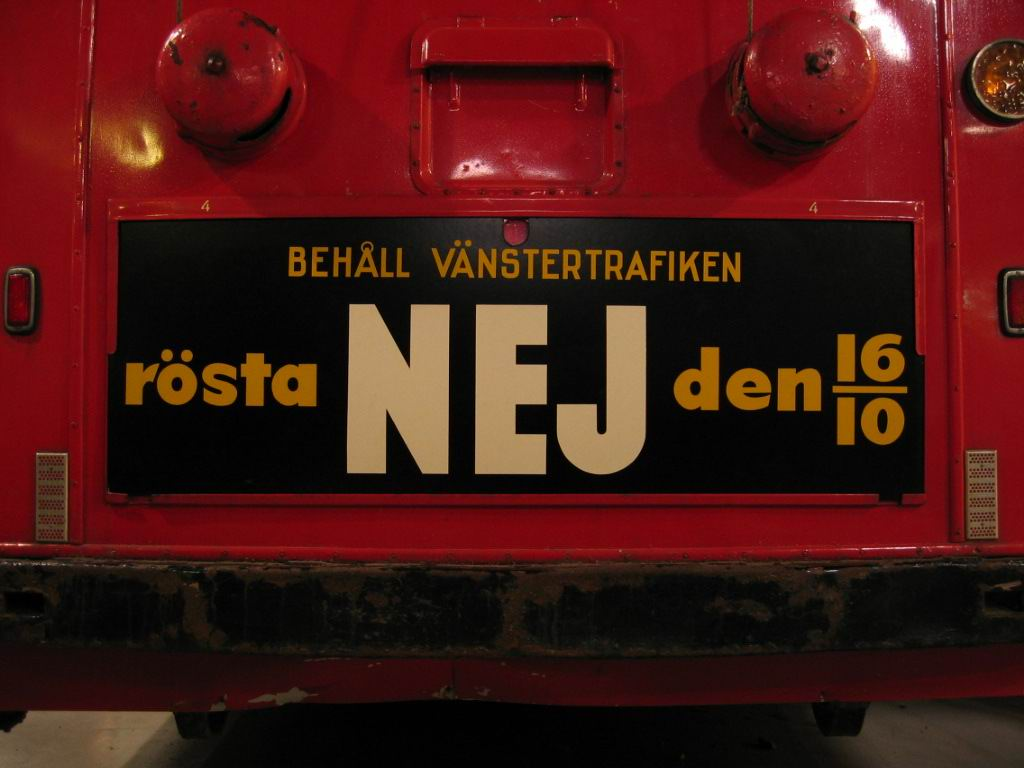
Reklamskylt på en av Stockholms trådbussar som propagerar för ett nej vid folkomröstningen

En folkomröstning hölls den 16 oktober 1955. 82,9 procent röstade då för fortsatt vänstertrafik. Valdeltagandet var lågt.
- Att det inte gick att säga att vägtrafiken i Sverige skulle vara farligare än i länder med högertrafik
- Att det inte gick att avgöra om det är säkrast att ha ratten till höger eller vänster i bilen
- Att utländska förares ovana vid vänstertrafik endast motsvarade några promille av trafikolyckorna
- Att det inte gick att avgöra om högertrafik i sig var mer trafiksäkert än vänstertrafik
- Att högertrafiken i våra grannländer ändå innebar att Sverige bör införa högertrafik

Remissinstanserna var också splittrade i frågan samtidigt som frågan hade stor inverkan på vanliga människor och kommunikationsminister Sven Andersson föreslog därför en folkomröstning.
Därefter dröjde det till 1960 innan riksdagsledamöter åter motionerade om införande av högertrafik. Kommunikationsminister Gösta Skoglund tillsatte en utredning som senare rekommenderade högertrafik. Inom regeringen och inom den socialdemokratiska riksdagsgruppen hade stödet för högertrafik ökat och den 8 mars 1963 föreslog den socialdemokratiska regeringen i en proposition för riksdagen, tvärtemot folkviljan i folkomröstningen, att högertrafik skulle införas.
Efter fyra timmars debatt i första kammaren och nio timmars debatt i andra avslutades den svenska högertrafikdebatten. Röstsiffrorna blev 119 ja mot 16 nej i första kammaren och 175 ja mot 34 nej i andra.

## Konsekvenser och kostnader

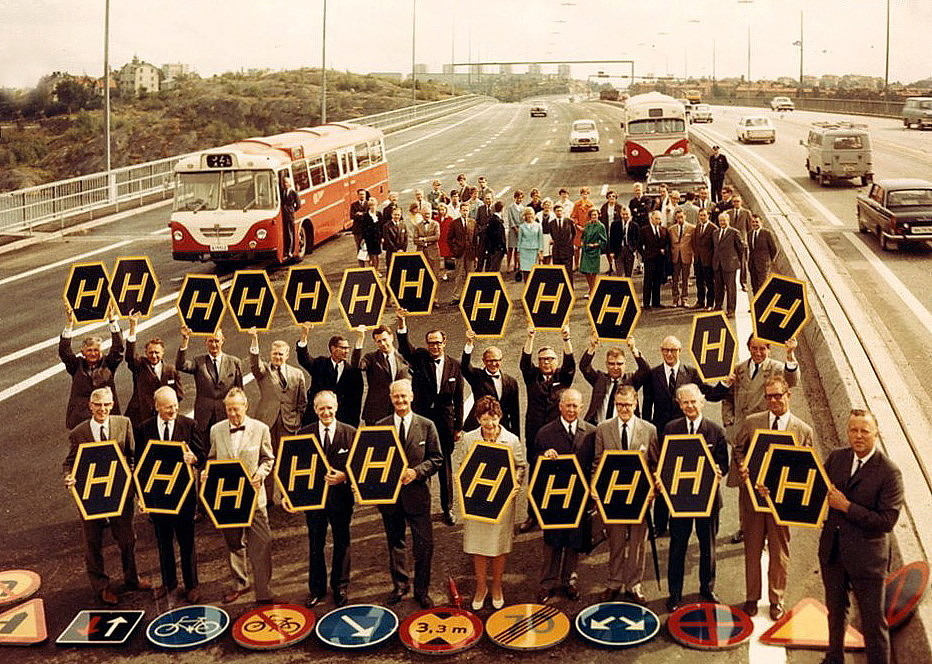
Ny skyltning visas upp på Essingeleden. Längst till höger märks själva "högergeneralen" Lars Skiöld.

Sveriges riksdag räknade med följande kostnader när beslutet fattades:
- omställning av busstrafiken 200 miljoner kr
- omställning av spårvägstrafiken 60 miljoner kr
- för skogsbruk, försvar, bensinstationer, utbildning, upplysning, administration med mera 50 miljoner kr
  - Summa 400 miljoner kr[1]

Denna summa räknades senare upp till 600 miljoner kronor.
Till detta kom kostnad för arbetstid som polis, militär och skolor med mera hade, men deras arbete bekostades mestadels med egna medel på bekostnad av annan verksamhet.

### Konsekvenser för busstrafiken
När Sveriges riksdag 1963 tog beslutet om högertrafik beräknades antalet bussar till 6 700 fordon. Det verkliga antalet var ca 7 500 bussar. Av dem var ca 3 500 förberedda för högertrafik redan våren 1966. 2 000 var beställda i rent högertrafikutförande för leverans före dagen H. Vad gällde återstoden – ca 2 000 fordon – skedde ombyggnad eller nyanskaffning fram till dagen H. På vissa glesbygdslinjer användes så kallade dispensbussar under tiden före och efter omläggningen.
Bussar var högerstyrda under vänstertrafiktiden i Sverige och hade enbart dörrar mot vägkanten. Därför gick en avsevärd del av anslaget för omläggningen till bussbolagen för ombyggnad. De som hade främre dörren framför främre hjulaxeln var mycket dyra att bygga om och hundratals av dessa skänktes till bl. a. Pakistan som ett slags U-hjälp.

### Konsekvenser för spårvägstrafiken
Spårvagnarna kom att helt försvinna i Stockholms innerstad medan några av förortslinjerna behölls: Norra Lidingöbanan, Södra Lidingöbanan samt Nockebybanan. De hade spårvagnar med dörrar på båda sidor (Ängbyvagnar) och endast små ändringar av spår behövdes. Större delen av spårvagnsnätet hade redan innan det lagts ned och ersatts med tunnelbana och buss.
I Helsingborg som redan före Dagen H-beslutet inriktat sig på en nedläggning av spårvägsnätet under 1970-talet ersattes spårvagnarna av busslinjer, detta eftersom nyanskaffning/ombyggnad av bussar till stadstrafiken gavs statsbidrag och möjliggjorde på så sätt ett tidigarelagt nedläggningsbeslut.
I Malmö behölls endast linje 4 från Gustav Adolfs torg till Limhamn medan man lade ned linje 1 från Gustav Adolfs torg mot Rosengårdsstaden den 3 september vars spårvägstrafik ersattes med stadsbusstrafik. Ringlinjen (linje 3) hade omställts till busstrafik redan i november 1964 i samband med förberedelserna för högertrafikens införande.
Göteborg och Norrköping behöll sina tidigare spårvägslinjer och byggde om dessa för högertrafik. I Göteborg genomfördes högertrafikomläggningen vad beträffar spårvägen på så sätt, att ombyggnaden av spårvagnar till högertrafikutförande inleddes i god tid före omläggningen. De äldre M23:orna (Mustangerna) byggdes om i två steg, först togs det upp dörrhål i högersidan som tillfälligt sattes igen med masonitskivor, i samband med Dagen H bytte masonitskivor och dörrarna plats, sedermera fick de flesta vagnarna vänstersidan helt igensatt. Senare vagnar av typen M25 sändes tillbaka till leverantören, Hägglunds för ombyggnad (15 st. sparades i vänstertrafikutförande för Angeredsbanan). De ombyggda vagnarna akterkopplades sedan till vänstertrafikvagnarna och gick alltså baklänges efter dessa. Vid omläggningen vändes spårvagnstågen helt enkelt, och sedan byggdes resterande vagnar om.

### Konsekvenser för vägtrafiken

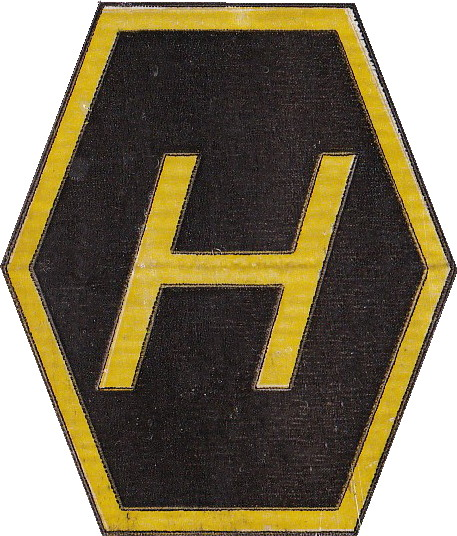
Klistermärket "H"

Många trafikplatser och vägskäl behövde byggas om. Vägmärken, trafiksignaler och körbanemarkeringar måste flyttas och ändras. Det blev också nödvändigt med vissa provisorier, bl a flyttbara refuger. Även en rad enskilda vägar måste ändras, till exempel i skogs- och jordbruksområden och interna kommunikationsvägar inom olika industrier. Kostnaderna för de omläggningsarbeten som framtvingats av trafikomläggningen ersattes av HTK, statens högertrafikkommission. I princip betalades alla omläggningskostnader – utom kostnad vilken är att anse som ringa. Bland de kostnader som ansågs som ringa var byte av vänsterasymmetriska strålkastare till högerasymmetriska.
Genom att merparten av bilarna i Sverige tidigt var vänsterstyrda, där man vid vänstertrafik har en bättre sikt mot vägkanten, fanns det en viss oro från biltrafikanter att man skulle få sämre kontroll av hur nära vägkanten man körde vid högertrafik. Detta argument ansågs inte som någon avgörande nackdel vid en övergång till högertrafik och något som de flesta snabbt skulle lära sig hantera. Det är avsevärt svårare för en bilförare att skifta från en vänster- till en högerstyrd bil än att skifta från vänster- till högertrafik. Den svåraste kombinationen för en bilförare är att skifta från en vänsterstyrd bil med högertrafik till en högerstyrd bil med vänstertrafik och vice versa. Huvudproblemet är att det tar lång tid vid ett skifte att lära sig var man har den mot körsidan motsatta sidan av bilens yttre sida och hjul i förhållande till vägbanan och mötande trafik. På högerstyrda bilar med manuell växellåda tillkommer problemet att växellägena normalt är placerade på samma sätt som på vänsterstyrda bilar, det vill säga med växelläge 1 uppåt till vänster och att växlingen måste ske med motsatta handen, det vill säga med vänster hand på en högerstyrd bil, som för 80% av jordens befolkning har sämre manövreringsförmåga än högerhanden/armen. Detta upplevs av invanda högertrafikbilister med vänsterstyrda bilar som extra besvärligt att lära sig, och förekommer då man hyr bil i vänstertrafikländer.
Trots ombyggnader på vägnätet märks det fortfarande på speciellt äldre motorvägssträckor byggda före beslutet om Dagen H 1963 att dessa är byggda för vänstertrafik, detta genom att accelerationsfälten är kortare än brukligt och att avfartsfilerna på vägen är långa. E6 genom Skåne och E4 vid Nyköping har exempel på sådana trafikplatser som numera anses vara trafiksäkerhetsmässigt undermåliga då trafik från påfarterna hastigt måste komma ut i högerfilen. En osedvanligt kort påfart med mycket trafik fanns vid Brunnsbo i Göteborg, som ombyggdes först 2008 vid införande av en busslinje där.
Enligt Trafikverkets statistik omkom 1313 personer i trafiken år 1965 och 1966 vilka är de värsta trafikåren räknat i antalet omkomna. Antalet omkomna sjönk till 1077 året för högertrafikens införande, vilket har tolkats som att det ej förelåg en ökad risk med att göra denna ändring. Åren därpå steg dock antalet omkomna något, men nådde aldrig igen upp till rekordåren 65-66. 2013 var antalet omkomna i trafiken 264, vilket är den lägsta siffran sedan 2:a världskriget. 2015 var antalet omkomna 260, trots att antalet fordon på vägarna hade ökat med nästan 260 000 på två år.

### Finansiering
Finansieringen av reformen skedde genom en särskild trafikomläggningsskatt på registrerade fordon som upptogs under åren 1967–1970. Den årliga skatten var 20 kr för motorcykel, 40 kr för mindre personbil, 75 kr för medelstor personbil och 100 kr för större personbil, lastbil och buss.

## Övergångsregler
Ett antal nya trafikregler trädde i kraft dagen H, dels tillfälliga dels permanenta.

### Permanenta regler
Bland de permanenta reglerna märktes:
- I vägtrafikförordningen byttes "vänster" ut mot "höger" och tvärtom.
- Alla bilar som inregistrerades eller typbesiktigades efter den 1 juli 1966 skulle vara försedda med högerasymmetriska strålkastare. Dessa måste dock vara försedda med en särskild maskeringstejp fram till dagen H.
- Även ägare till äldre bilar hade rätt att ändra ljuset under tiden fram till dagen H. Efter dagen H godkändes inget annat asymmetriskt ljus än högeranpassat. Äldre bilmodeller, som hade symmetriskt ljus, fick dock fortsätta att köra med detta.
- Vänsterregeln ersattes med en ovillkorlig högerregel. (det vill säga vänsterregeln spegelvändes och skärptes)
- Vid utfart från bland annat parkeringsplats eller bensinstation skall företräde lämnas även åt trafik som kommer från vänster.
- Förbud mot att korsa heldragen mittlinje (spärrlinje) på vägen.
- Förbud för fotgängare att gå mot rött ljus.
- Fri fart, som före dagen H gällde på många landsvägar, upphörde. Under vänstertrafikstiden fanns 50-skyltar vid infarten till samhällen. På väg ut ur samhällena var det skyltat 50-upphör, en rund gul skylt med ett svart snedstreck (hastighetsbegränsning upphör), regeln var då att "hastigheten skall anpassas till omständigheterna."
- Kraven på motorväg skärptes vilket innebar att en del av motorvägarna klassades om till motortrafikleder.
- Vissa vägar var förklarade som huvudleder. Efter den 3 september blev också motorvägar och motortrafikleder huvudleder. Dessa markerades med huvudledsmärke. Nya regler gällde vad beträffar stopp och lämna företräde vid vägkorsning och infart på huvudled.
- Även i rondeller gällde högerregeln om inte skylt om lämna företräde fanns uppsatt vid infart till rondellen.
- Ordningen för datumparkering var efter omläggningen omvänt mot tidigare.
- Markeringarna på vägbanan var annorlunda efter omläggningen, den gula färgen hade ersatts av vit.

### Tillfälliga regler
Till de tillfälliga reglerna hörde:
- All privattrafik var förbjuden mellan klockan 01 och 06 natten mot den 3 september.[1] I Stockholm var det inte tillåtet för privatbilister att köra mellan klockan 10 på lördag den 2 september och klockan 15 söndagen den 3 september. I Göteborg var motsvarande tider klockan 15.00 på lördagen och klockan 15.00 på söndagen. För Borås gällde 16.00 till 12.00 och för Karlstad 16.00 till 06.00.
- Inskränkningar i tillåtna hastigheter. Hastighetsgränserna under tiden efter dagen H var 40 km/h där det annars var 50 km/h (inom tätbebyggt område), motorväg 90 km/h samt 70 km/h på övriga vägar (till och med den 5 september var hastighetsgränsen 60 km/h). Till de senare vägarna räknades även de nya motortrafiklederna.

Fastställandet av dessa gränser hade företagits efter mycket ingående diskussioner med såväl trafiksäkerhetsexperter som företrädare för olika yrkesorganisationer och representanter för de kollektiva trafikföretagen.

## Övergångens genomförande

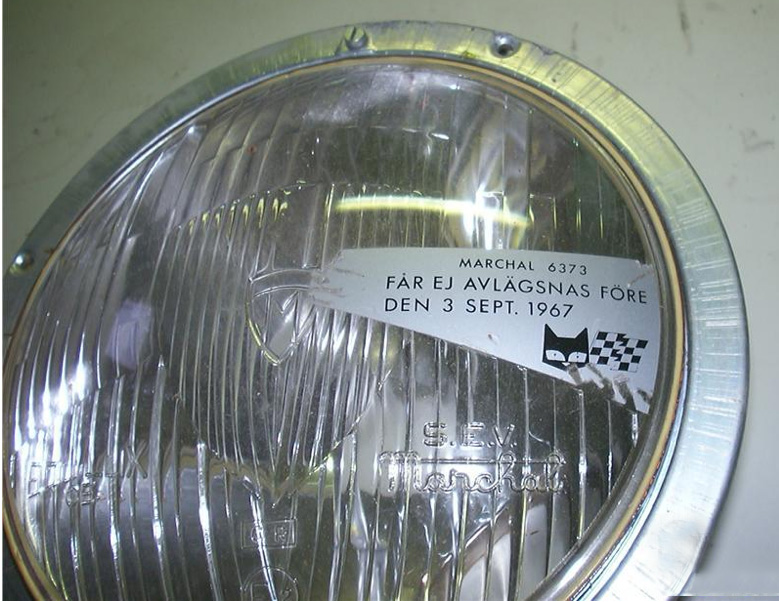
Strålkastare med dekal tilltäppande optiska fasetter för högertrafik halvljus, rådgivning mot avlägsnande före Dagen H

Längs vägarna sattes upp svarta sexkantiga skyltar med ett gult H. Detta för att påminna trafikanterna om att hålla till höger. Små påminnelsemärken delades också ut till bilisterna på bland annat bensinstationer. Påminnelsemärkena fanns även i en variant med röd bakgrund.
Klockan 04.50 söndagsmorgonen den 3 september 1967 stannade alla fordon upp på vänster sida av vägen. Efter ett kort stopp körde alla trafikanter försiktigt över till höger sida av vägen. Nedräkningen till klockan 05.00 skedde via radion. Bilisterna rekommenderades att efter övergången ha halvljuset tänt, varför tejpen på de övertejpade asymmetriska strålkastarna helst skulle avlägsnas under de tio minuternas stillestånd. Därefter var högertrafik ett faktum.
Övergången föregicks av en intensiv informationskampanj i form av annonser, broschyrer, TV- och radioprogram. Rock-Boris sjöng landsplågan Håll dig till höger, Svensson. Själva övergången bevakades i ett direktsänt radioprogram som leddes av CeGe Hammarlund. Högertrafikmärket ritades av formgivaren Sten Kindgren.
Den närmaste tiden efter omläggningen var övervakningen av trafiken mycket intensiv. Omkring 10 300 polismän och militärer övervakade förloppet. Utöver dessa behövdes mer än 100 000 personer för vägledning vid ungefär 19 000 övergångsställen, alltså en verksamhet liknande det slag som skolpatrullerna utför. För denna uppgift användes äldre skolungdom, medlemmar i olika personalorganisationer samt inneliggande årsklass av värnpliktiga.
Den första större olyckan efter omläggningen inträffade på eftermiddagen under söndagen i Gagnef i Borlänge polisdistrikt. Det var en misstänkt rattfyllerist som körde på fel sida och frontalkrockade med en mötande bilist, varpå den misstänkte rattfylleristen skadades svårt.

## Ändringar av vägmärkesstandard

Vägmärket "hastighetsbegränsning upphör", avskaffades i samband med högertrafikomläggningen

- Efter övergången till högertrafik ändrade Vägverket en rad skyltar. Bakgrunden är att FN:s vägmärkeskonvention säger att alla märken ska vara spegelvända vid vänstertrafik om det är lämpligt.
  - Ett exempel var skylten Varning för älg, som ändrades så att älgen nu kommer från höger. Anledningen anses vara att djuret snabbt kan komma upp från det närmsta diket.
  - Vägmärket för vägarbete var före omläggningen en högertrafiksversion; arbetaren hade ryggen mot vänster. Man hade kopierat andra europeiska länder. Det förstod man inte vare sig då eller vid omläggningen, för man spegelvände den också, så att det nu är en vänstertrafiksversion; ryggen är åt höger som i Storbritannien, spegelvänd mot de flesta europeiska länder.
- Vissa vägmärken avskaffades vid högertrafikomläggningen, till exempel märket för fri fart, hastighetsbegränsning upphör.